# Гнаденталь
Ґнаденталь — проміжна залізнична станція Одеської дирекції Одеської залізниці на лінії Одеса-Застава I — Арциз між станціями Сарата (19 км) та Арциз (9 км). Розташована у смт Долинівка Болградського району Одеської області.
Пасажирський рух по станції не здійснюється.

## Історія
Станція відкрита 1943 року.